# Guillaume Postel
Guillaume Postel, född 25 mars 1510, död 6 september 1581, var en fransk orientalist och visionär.
Postel sändes av Frans I till Orienten för att efterforska manuskript och blev efter hemkomsten professor vid Collège de France 1539 men lärde 1547 i Venedig känna en kvinnlig visionär och omfattade ivrigt hennes frälsningslära. Han förde senare ett kringflackande liv och inspärrades 1562 i klostret Saint-Martin-des-Champs, där han avled. Postels främsta betydelse för filosofin ligger i hans kamp för toleransen.